# عمر العيوني
عمر العيوني (3 أكتوبر 1992، السويد) هو لاعب كرة قدم سويدي-تونسي يشغل خطة مهاجم. يلعب لصالح نادي بيراميدز المصري والمنتخب التونسي.

## المسيرة

### الأندية
في 15 يوليو 2013، تم بيع عمر العيوني بواسطة نادي فالو، نادي شبابه، إلى نادي براغي، الذي ينشط في الدوري السويدي الدرجة الثانية. في يناير 2016، انضم إلى نادي ديجيرفورس، حيث وقع عقدًا لمدة عام مع خيار البيع لمدة عامين آخرين. لعدم رغبته في الاستمرار في مسيرته مع شركة نادي ديجيرفورس، وقع مع النادي النرويجي إيلفروم فوتبول قبل اختتام موسم الانتقالات الشتوي 2017.
في 31 يوليو 2017، أعلن نادي بودو/غليمت عن توقيع السويدي التونسي لعقد يمتد إلى موسم 2018، ويقترح خيار تجديد لمدة عامين إضافيين. في مايو 2018، قرر ناديه رفع هذا الخيار، وبالتالي تمديده حتى موسم 2020 إذ هذا لم يحدث في 17 سبتمبر 2019، وقع العيوني مع نادي بيراميدز المصري بعقد مدته ثلاث سنوات.

### المنتخب التونسي
في تصريحات نقلتها يوروسبورت النرويجية في 21 أغسطس 2019، قال عمر العيوني إنه تلقى استدعاء من المنتخب التونسي لمواجهة فريقي موريتانيا وساحل العاج خلال شهر سبتمبر في مواجهات ودية ويشعر بالفخر الشديد لإتاحة الفرصة قريباً لتمثيل بلده الأصلي. في مباراته الأولى أمام مورتانيا قم بتسجيل هدفه الأول.

## الإحصائيات
| النادي          | الموسم         | الدوري                  | الدوري | الدوري | الكأس | الكأس | قاريا | قاريا | المجموع | المجموع |
| النادي          | الموسم         | الدرجة                  | لعب    | سجل    | لعب   | سجل   | لعب   | سجل   | لعب     | سجل     |
| --------------- | -------------- | ----------------------- | ------ | ------ | ----- | ----- | ----- | ----- | ------- | ------- |
| نادي براغي      | 2013           | سوبرتان                 | 14     | 0      | 1     | 0     | -     | -     | 15      | 0       |
| نادي براغي      | 2014           | الدوري السويدي الممتاز  | 22     | 5      | 0     | 0     | -     | -     | 22      | 5       |
| نادي براغي      | 2015           | الدوري السويدي الممتاز  | 23     | 8      | 2     | 0     | -     | -     | 25      | 8       |
| نادي براغي      | المجموع        | المجموع                 | 59     | 13     | 3     | 0     | -     | -     | 62      | 13      |
| نادي ديجيرفورس  | 2016           | سوبرتان                 | 25     | 4      | 3     | 0     | -     | -     | 28      | 4       |
| نادي ديجيرفورس  | المجموع        | المجموع                 | 25     | 4      | 3     | 0     | -     | -     | 28      | 4       |
| إيلفروم فوتبول  | 2017           | الدوري النرويجي الممتاز | 14     | 3      | 2     | 2     | -     | -     | 16      | 5       |
| إيلفروم فوتبول  | المجموع        | المجموع                 | 14     | 3      | 2     | 2     | -     | -     | 16      | 5       |
| نادي بودو/غليمت | 2017           | الدوري النرويجي الممتاز | 9      | 2      | 0     | 0     | -     | -     | 9       | 2       |
| نادي بودو/غليمت | 2018           | الدوري النرويجي الممتاز | 30     | 3      | 3     | 0     | -     | -     | 33      | 3       |
| نادي بودو/غليمت | 2019           | الدوري النرويجي الممتاز | 21     | 10     | 0     | 0     | -     | -     | 21      | 10      |
| نادي بودو/غليمت | المجموع        | المجموع                 | 60     | 15     | 3     | 0     | -     | -     | 63      | 15      |
| نادي بيراميدز   | 2019–20        | الدوري المصري الممتاز   | 0      | 0      | 0     | 0     | -     | -     | 0       | 0       |
| نادي بيراميدز   | المجموع        | المجموع                 | 0      | 0      | 0     | 0     | -     | -     | 0       | 0       |
| المجموع الجملي  | المجموع الجملي | المجموع الجملي          | 158    | 35     | 11    | 2     | -     | -     | 169     | 37      |

### الأهاف الدولية
| رقم | التاريخ       | الملعب                            | الخصم     | النتيجة | الهدف | المنافسة    |
| --- | ------------- | --------------------------------- | --------- | ------- | ----- | ----------- |
| 1.  | 6 سبتمبر 2019 | الملعب الأولمبي برادس، رادس، تونس | موريتانيا | 1–0     | 1–0   | مباراة ودية |

## روابط خارجية
- عمر العيوني على موقع الاتحاد الأوربي (الإنجليزية)
- عمر العيوني على موقع اتحاد النرويج (النرويجية)
- عمر العيوني على موقع قاعدة بيانات كرة القدم.إي يو (الإنجليزية)
- عمر العيوني على موقع ناشيونال فوتبول تيمز (الإنجليزية)
- عمر العيوني على موقع Soccerway.com (الإنجليزية)